# Zuzu Angel
Zuleika Angel Jones (n. 5 iunie 1921, Curvelo, Minas Gerais, Brazilia – d. 14 aprilie 1976, Rio de Janeiro, Rio de Janeiro, Brazilia), cunoscută sub numele de Zuzu Angel, a fost o creatoare de modă braziliano-americană, care a devenit faimoasă pentru că s-a opus dictaturii militare braziliene după dispariția forțată a fiului ei, Stuart. De asemenea, este mama jurnalistei Hildegard Angel.
În 2014, un fost agent al represiunii militare, Cláudio Antônio Guerra, a confirmat participarea agenților aparatului de securitate la moartea lui Angel.

## Viață și carieră
Zuzu Angel s-a născut pe 5 iunie 1921 în Curvelo, Brazilia. Copil fiind, s-a mutat în Belo Horizonte, mai târziu trăind în Bahia. Cultura și culorile bahiene i-au influențat în mod semnificativ stilul creațiilor. În 1947, ea s-a mutat în Rio De Janeiro, la vremea aceea capitala Braziliei.
În anii 1950, Angel și-a început activitatea ca croitoreasă, realizând de obicei îmbrăcăminte pentru rude apropiate. La începutul anilor 1970, ea și-a deschis un magazin în Ipanema, iar în același timp începe să-și expună hainele pe podiumurile americane. În expozițiile sale de modă, a valorificat întotdeauna bucuria și bogăția culorilor culturii braziliene, construindu-și un renume în lumea modei din vremea ei.
Angel s-a căsătorit cu un vânzător american, Norman Angel Jones, iar pe 11 ianuarie 1946 a născut un fiu, Stuart.

## Deces

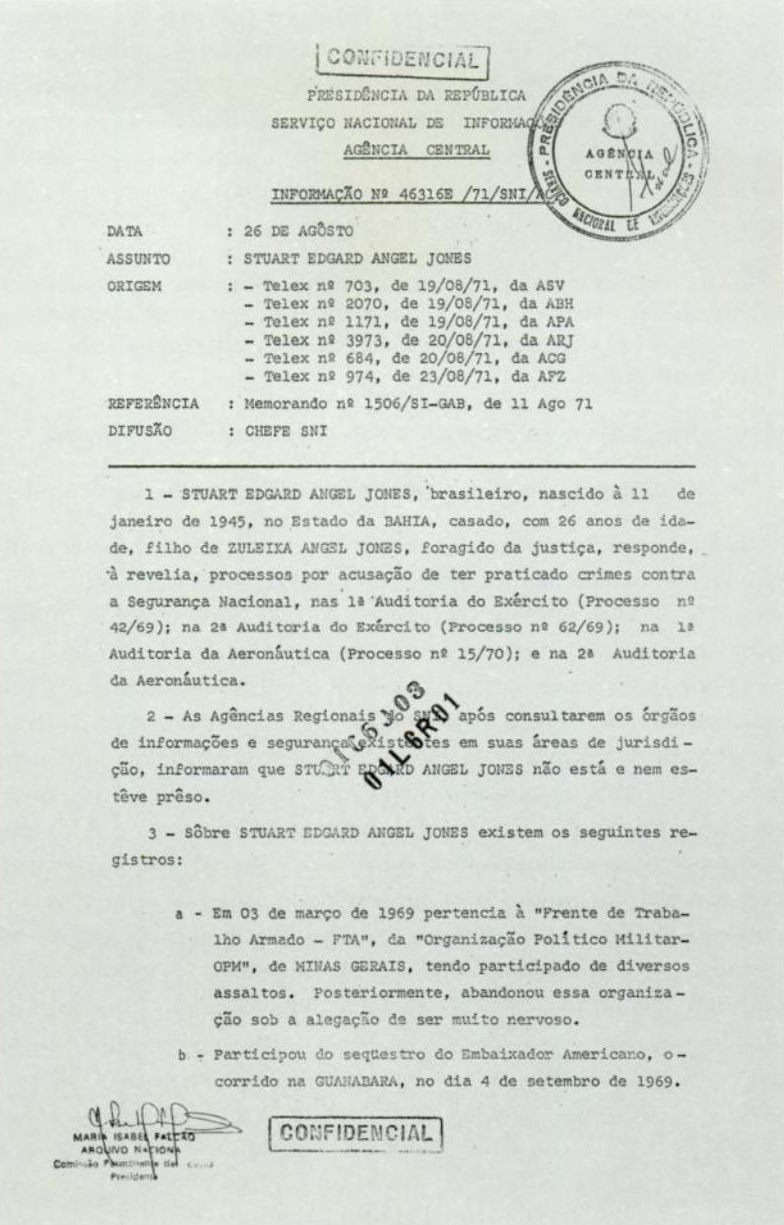
Document SNI despre Stuart, 1971

Zuzu Angel a murit într-un accident de mașină pe 14 aprilie 1976. Moartea sa bruscă a ridicat suspiciuni cu privire la implicarea guvernului. Cazul a fost investigat de Comissão de Mortos e Desaparecidos politicos (Comisia pentru decese și dispariții politice), în cadrul procesului număr 237/96, care a identificat multe motive să se îndoiască de versiunea oficială a evenimentelor.
În 2014, implicarea agenților regimului de represiune militară din Brazilia în moartea ei a fost confirmată. Un fost agent, Cláudio Antônio Guerra, a scris cartea Amintiri ale unui război murdar, în care detaliază mai multe crime la care a participat și a dezvăluit, de asemenea, detalii despre evenimentele istorice din acea vreme, printre care Atacul din Riocentro, moartea lui Zuzu Angel și a altora.
Cláudio Antônio Guerra, care a fost director al Departamentul de ordine politică și socială, cunoscut sub numele de DOPS, un departament cunoscut pentru implicarea în tortură, crime extrajudiciare și dispariție forțată, a subliniat prezența la locul accidentului a colonelului Freddie Perdigão, un agent de represiune și torționar cunoscut. Într-o fotografie făcută la locul accidentului care a dus la decesul stilistei, Freddie Perdigão este observat stând aproape de mașină ca și cum ar fi un trecător. Fotografia a fost făcută pe 14 aprilie 1976 și a fost publicată de presă în ziua dezastrului, dar Perdigão nu a fost identificat în fotografie până când Guerra nu l-a identificat membrilor Comisiei.

## Omagii și referințe culturale
Stuart Angel este patronul Juventude Revolucionária 8 de Outubro, filiala de tineret a MR-8. MR-8 este acum o facțiune a Mișcării Democratice Braziliene.
Moartea probabilă a lui Stuart prin asfixiere și otrăvire cu monoxid de carbon a fost menționată în versurile piesei „Cálice”, scrisă de Chico Buarque și Gilberto Gil⁠(d). Ca omagiu adus lui Zuzu Angel și altor mame care nu au putut să-și îngroape copiii, Buarque a scris piesa „Angélica” în 1977.
În 2006, evenimentele din jurul morții lui Stuart au fost dramatizate în filmul Zuzu Angel, regizat de Sérgio Rezende⁠(d). Filmul, în care Daniel de Oliveira îl joacă pe Stuart, este despre lupta lui Zuzu în a afla adevărul morții fiului ei.
Tunelul Dois Irmãos, care leagă Gávea⁠(d) de São Conrado⁠(d), același loc în care s-a prăbușit mașina lui Zuzu, a fost redenumit în onoarea ei.
În 2015, Angel a fost comemorată la 94 de ani de la naștere cu un Google Doodle folosind un motiv adaptat din imprimeurile pe care le-a folosit în desenele sale.